# A Debt of Honour
A Debt of Honour er en britisk stumfilm fra 1922 af Maurice Elvey.

## Medvirkende
- Isobel Elsom som Hope Carteret
- Clive Brook som Walter Hyde
- Sydney Seaward som Major Bearing
- Lionelle Howard som Ronald Cartaret
- Lewis Gilbert
- Frank Goldsmith som Latimer